# Somoza Celestin
Somoza Celestin (ur. 7 stycznia 1973) – haitański judoka. Olimpijczyk z Atlanty 1996, gdzie zajął trzynaste miejsce w wadze średniej.

## Letnie Igrzyska Olimpijskie 1996
| Konkurencja | Eliminacje               | Repasaże            | Klas. końcowa |
| Konkurencja | Przeciwnik I             | Przeciwnik I        | Miejsce       |
| ----------- | ------------------------ | ------------------- | ------------- |
| 86 kg       | Armen Bagdasarov (UZB) P | Oleg Malcew (RUS) P | 13.           |